# Лейк-Сіті (Арканзас)
Лейк-Сіті (англ. Lake City) — місто (англ. city) в США, в окрузі Крейггед штату Арканзас. Населення — 2326 осіб (2020).

## Географія
Лейк-Сіті розташований за координатами 35°49′10″ пн. ш. 90°27′14″ зх. д. / 35.81944° пн. ш. 90.45389° зх. д. (35.819388, -90.453937).  За даними Бюро перепису населення США в 2010 році місто мало площу 7,92 км², з яких 7,81 км² — суходіл та 0,11 км² — водойми.

## Демографія
Згідно з переписом 2010 року, у місті мешкали 2082 особи в 788 домогосподарствах у складі 574 родин. Густота населення становила 263 особи/км².  Було 862 помешкання (109/км²). 
Расовий склад населення:
| - 96,9 % — білих - 0,5 % — чорних або афроамериканців - 0,2 % — корінних американців |

До двох чи більше рас належало 1,6 %. Іспаномовні складали 1,7 % від усіх жителів.
За віковим діапазоном населення розподілялося таким чином: 27,1 % — особи молодші 18 років, 57,2 % — особи у віці 18—64 років, 15,7 % — особи у віці 65 років та старші. Медіана віку мешканця становила 36,5 року. На 100 осіб жіночої статі у місті припадало 98,3 чоловіків;  на 100 жінок у віці від 18 років та старших — 89,4 чоловіків також старших 18 років.
Середній дохід на одне домашнє господарство  становив 43 453 долари США (медіана — 37 226), а середній дохід на одну сім'ю — 50 358 доларів (медіана — 44 256). Медіана доходів становила 37 839 доларів для чоловіків та 31 250 доларів для жінок. За межею бідності перебувало 15,2 % осіб, у тому числі 18,0 % дітей у віці до 18 років та 8,6 % осіб у віці 65 років та старших.
Цивільне працевлаштоване населення становило 894 особи. Основні галузі зайнятості: освіта, охорона здоров'я та соціальна допомога — 25,7 %, виробництво — 21,7 %, роздрібна торгівля — 8,6 %, сільське господарство, лісництво, риболовля — 8,6 %.